# Aneflomorpha monzoni
Aneflomorpha monzoni es una especie de escarabajo longicornio del género Aneflomorpha, tribu Elaphidiini, subfamilia Cerambycinae. Fue descrita científicamente por Wappes, Botero y Santos-Silva en 2018.

## Descripción
Mide 13,95 milímetros de longitud.

## Distribución
Se distribuye por Guatemala.